# Remda-Teichel
Remda-Teichel település Németországban, azon belül Türingiában. Lakosainak száma 2898 fő (2017. december 31.).

## Népesség
A település népességének változása:
| Lakosok száma | 2939 | 2965 | 2898 |
|               | 2012 | 2013 | 2017 |